# Mary Edwards Walker
Pour les articles homonymes, voir Walker et Mary Walker (homonymie).
Mary Edwards Walker (26 novembre 1832 – 21 février 1919) est une médecin, chirurgienne américaine, féministe, abolitionniste, prohibitionniste, prisonnière de guerre et la première femme à avoir reçu la Medal of Honor qui est la plus haute décoration de l'armée américaine.
Après avoir obtenu son diplôme de médecin, elle se marie et commence à pratiquer la médecine. Au début de la guerre de Sécession, elle se porte volontaire pour servir dans l'armée de l'Union en tant que chirurgien. Elle est capturée par les forces de la Confédération après avoir traversé les lignes pour soigner des civils blessés. Considérée comme une espionne, elle est emprisonnée à Richmond, puis échangée avec des prisonniers confédérés.
Après la guerre, elle est proposée pour recevoir la Medal of Honor, en raison de sa contribution à l'effort de guerre. Elle reste la seule femme à l'avoir reçue et fait partie des huit civils à en avoir été décorés. Elle devint écrivain et conférencière et apporta son soutien au Droit de vote des femmes aux États-Unis jusqu'à sa mort en 1919.

## Biographie

### Jeunesse et formation
Mary Edwards Walker naît à Oswego le 26 novembre 1832. Elle a cinq sœurs et un frère. Elle travaille dans la ferme familiale durant son enfance. Elle ne porte pas de vêtements féminins pendant les travaux de la ferme car elle les juge trop contraignants. Elle va à l'école locale où sa mère enseigne. Devenue étudiante, elle donne des cours en école élémentaire pour financer ses études au Syracuse Medical College, où elle obtient son diplôme de docteur en médecine en 1855 (elle est la seule femme de sa promotion). Elle se marie avec un condisciple, Albert Miller. Ils ouvrent un cabinet commun. Les patients sont rares car, à cette époque, les femmes médecins ne sont généralement pas bien considérées et souffrent d'un manque de confiance.

### La guerre de Sécession
Au début de la guerre de Sécession, elle se porte volontaire pour servir dans l'armée de l'Union. Au départ, elle n'est engagée que comme infirmière, l'armée n'ayant pas l'habitude d'avoir des chirurgiens de sexe féminin. Elle exerce d'abord lors de la première bataille de Bull Run le 21 juillet 1861 puis au Patent Office Hospital de Washington. Elle exerce bénévolement ses talents de chirurgien à proximité des lignes de l'Union, lors de la bataille de Fredericksburg et après la bataille de Chickamauga. Finalement, elle est nommée chirurgien assistant dans l'armée du Cumberland en septembre 1863, devenant l'unique femme chirurgien de l'armée américaine.
Elle est ensuite nommée chirurgien assistant au sein du 52e régiment d'infanterie de l'Ohio. Elle traverse fréquemment les lignes de combat pour soigner des civils. Le 10 avril 1864, elle est capturée par l'armée confédérée qui l'accuse d'espionnage. Elle est emprisonnée à Richmond pendant quatre mois. Le 12 août 1864, elle est libérée au cours d'un échange de prisonniers. Elle soigne ensuite les blessés lors de la bataille d'Atlanta, puis supervise une prison pour femmes de Louisville, avant de prendre en charge la direction d'un orphelinat dans le Tennessee.

### Engagement féministe

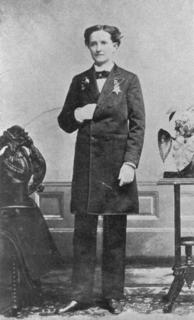
Mary Edwards Walker portait souvent des vêtements masculins.

Après la guerre, elle devient écrivain et conférencière et apporte son soutien au développement des services médicaux, aux ligues de tempérance et au mouvement de réforme vestimentaire. Elle milite pour les droits des femmes. Elle écrit deux livres traitant de la question des femmes. Elle mène pendant plusieurs années, aux côtés d'autres féministes, telles que Susan B. Anthony et Elizabeth Cady Stanton, le mouvement des suffragettes aux États-Unis. Le mouvement défend d'abord la théorie du Dr Walker, selon laquelle les femmes avaient de fait déjà le droit de vote et que le Congrès devait simplement appliquer ce droit en rédigeant une loi. Après plusieurs années de combat stérile, le mouvement décide de changer de stratégie et travaille à la rédaction d'un nouvel amendement constitutionnel. Mary Walker s'oppose à cette décision et se marginalise au sein du mouvement. Elle continue à assister aux réunions du mouvement et à défendre ses positions mais elle est ignorée par la quasi-totalité des autres membres. Son inclination à porter des vêtements masculins, y compris un haut de forme, ne fait qu'aggraver la situation.

### Vie privée
Elle meurt le 21 février 1919, à l'âge de 86 ans, et est enterrée au Rural Cemetery d'Oswego. Ses obsèques sont simples, mais un drapeau américain est posé sur son cercueil et elle est enterrée en costume noir et non en robe. Un an plus tard, le XIXe amendement de la Constitution des États-Unis, qui donne le droit de vote aux femmes, est adopté.

## Hommages et récompenses

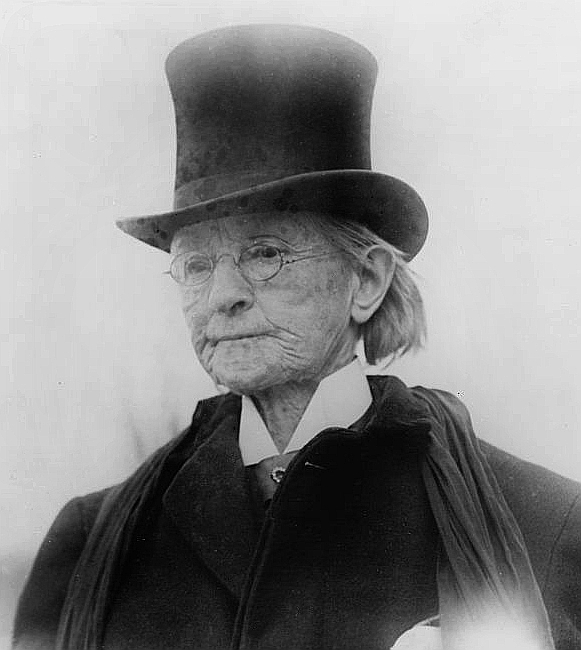
Mary Edwards Walker en 1911.

### Medal of Honor
Après la guerre, Walker fut recommandée pour la Medal of Honor par les généraux William Tecumseh Sherman et George Henry Thomas. Le 11 novembre 1865, le président Andrew Johnson signa le décret d'attribution.
En 1917, le Congrès des États-Unis révise les conditions d'attribution de la décoration afin qu'elle ne puisse être attribuée qu'à ceux qui ont été impliqués dans « un combat direct avec un ennemi », ce qui entraîne la révocation de plus de 900 attributions dont, entre autres, celles concernant le Dr Mary Edwards Walker et William F. « Buffalo Bill » Cody.  Malgré l'ordre de rendre sa médaille, Mary Walker continua à la porter jusqu'à sa mort.
Le président Jimmy Carter lui a de nouveau attribué la décoration, à titre posthume, en 1977.

### Autres hommages
Au cours de la Seconde Guerre mondiale, un Liberty ship, le SS Mary Walker (en), fut nommé ainsi en son honneur.
En 1982, la poste américaine imprima un timbre de 20 cents à son effigie.
Elle est l'un des personnages principaux de l'épisode Miss Walker (no 54) de la bande dessinée Les Tuniques bleues. De nombreuses références sont faites sur sa vie (mariage, formation, engagement...).
2000 : cérémonie d'admission au National Women's Hall of Fame.